# Casimiro Moreda García Tizón
Casimiro Moreda García Tizón (Aranjuez, 29 d'octubre de 1952) va ser un ciclista espanyol, que fou professional entre 1986 i 1992. En el seu palmarès hi ha 5 victòries, entre les quals destaquen una etapa de la Volta a Euskadi i el Trofeu Masferrer de 1989.

## Palmarès
- 1988
  - Vencedor d'una etapa de la Volta a Múrcia
  - Vencedor d'una etapa de la Volta a Cantàbria
- 1989
  - 1r al Trofeu Masferrer
  - Vencedor d'una etapa de la Volta a Euskadi
  - Vencedor d'una etapa de la Midi Libre

### Resultats a la Volta a Espanya
- 1988. 49è de la classificació general
- 1989. 121è de la classificació general
- 1990. 97è de la classificació general
- 1992. 113è de la classificació general

### Resultats al Giro d'Itàlia
- 1990. 148è de la classificació general
- 1991. 109è de la classificació general